# Eugén
Az Eugén férfinév a görög Eugenész illetve latin Eugenius név német rövidüléséből ered. Jelentése: előkelő, nemes származású. Magyar alakváltozata az Ödön. A Jenő névvel mesterségesen azonosították a 19. században. Női párja: Eugénia.

## Rokon nevek
- Ödön: az Eugén magyar változata.

## Gyakorisága
Az 1990-es években szórványos név, a 2000-es években nem szerepel a 100 leggyakoribb férfinév között.

## Névnapok
- június 2.[2]
- július 8.[2]
- július 13.[2]
- november 13.[2]
- december 20.[2]

## Híres Eugének
- Eugène Delacroix francia festő
- Eugène de Beauharnais francia hadvezér, Jozefina francia császárné (I. Napóleon francia császár első felesége) első házasságából származó fia
- Eugène de Savoie (Savoyai Jenő) francia gróf, törökverő császári hadvezér
- Eugen von Österreich–Teschen osztrák főherceg, tábornagy (Habsburg–Tescheni Jenő főherceg)
- Eugène Ionesco román származású francia író, az abszurd dráma mestere
- Eugene O’Neill amerikai drámaíró, Nobel-díjas